# Aerodino
Un aerodino es una aeronave más pesada que el aire capaz de generar sustentación por sus propios medios, al contrario que los aerostatos. Los aerodinos se dividen en dos grandes grupos: las aeronaves de ala fija y las aeronaves de alas giratorias.

## Tipos de aerodinos

### Aeronaves de ala fija
- Avión
- Avión ligero
- Hidroavión
- Planeador
- Ala delta
- Parapente
- Paramotor
- Ultraligero
- Cometa

### Aeronaves de alas móviles
- Helicóptero
- Autogiro
- Girodino
- Combinado (aeronave)
- Convertiplano
- Ornitóptero